# بيلي آيرلادند
بيلي آيرلادند (بالإنجليزية: Billy Ireland)‏ هو رسام كارتون أمريكي، ولد في 1880 في تشيليكوث في الولايات المتحدة، وتوفي في 29 مايو 1935 في أوهايو في الولايات المتحدة.